# Čaporice
Čaporice is een plaats in de gemeente Trilj in de Kroatische provincie Split-Dalmatië. De plaats telt inwoners (2001).